# Sándor Barcs
Sándor Barcs (Szeged, 10 de noviembre de 1912 – Budapest, 7 de enero de 2010) fue un periodista, político y dirigente deportivo húngaro. Fue presidente interino de la UEFA entre julio de 1972 y marzo de 1973. En 2003, Sándor Dorogi, en nombre de la agencia de noticias MTI, le entregó el premio "Anillo de Oro", que tuvo una respuesta controvertida en los círculos periodísticos debido al pasado político no exento de polémica del homenajeado. Barcs fue, entre otras cosas, juez presidente del juicio farsa y cofirmante de la sentencia de muerte contra László Rajk.